# United Women Seminar
United Women Seminar (UWS) is sinds 2021 in Paramaribo, Suriname, een jaarlijks terugkerende bijeenkomst van vrouwen die georganiseerd wordt door de JCI Women, een van de zes afdelingen van de Surinaamse sectie van Junior Chamber International. De eerste editie vond plaats op 8 maart 2021, de Internationale dag van de vrouw, en werd vanwege de coronacrisis in Suriname virtueel gehouden. Sinds de editie van 2022 in Royal Torarica wordt het op een fysieke locatie georganiseerd. De editie van 2022 werd geopend met een speech van minister van Binnenlandse Zaken Bronto Somohardjo.

## Thema's
Elk jaar wordt er een thema aan het seminar verbonden, dat diepgaand wordt besproken. Hieronder volgen de thema's in het Nederlands, die op de seminars soms in het Engels worden gepresenteerd:
- 2021: "De veerkracht van vrouwen tijdens de COVID-19 Pandemie"[1]
- 2022: "Gelijke gender vandaag voor een duurzame toekomst"[4]
- 2023: "DigitALL: Innovatie en technologie voor gendergelijkheid"[5]
- 2024: "Investeer in vrouwen; versnel het proces"[6]